# Quistrachia warroorana
Quistrachia warroorana är en snäckart som beskrevs av Alan Solem 1997. Quistrachia warroorana ingår i släktet Quistrachia och familjen Camaenidae. Inga underarter finns listade i Catalogue of Life.